# 100.000 đồng (tiền Việt)

Mặt sau tờ polymer 100.000 đồng tại Việt Nam với hình ảnh Văn Miếu - Quốc Tử Giám.

100.000 đồng (tiền Việt Nam) là đồng tiền có mệnh giá cao thứ 3 hiện nay tại Việt Nam.

## Thông tin
| Mệnh giá  | Kích thước  | Màu chủ đạo     | Miêu tả     | Miêu tả                 | Miêu tả   | Phát hành |
| Mệnh giá  | Kích thước  | Màu chủ đạo     | Mặt trước   | Mặt sau                 | Loại giấy | Phát hành |
| --------- | ----------- | --------------- | ----------- | ----------------------- | --------- | --------- |
| 100 000 ₫ | 145 × 71 mm | Nâu sẫm         | Hồ Chí Minh | Nhà sàn Bác Hồ          | Cotton    | 2000-2004 |
| 100 000 ₫ | 144 × 65 mm | Xanh lá cây đậm | Hồ Chí Minh | Văn Miếu - Quốc Tử Giám | Polymer   | 2004      |